# 今道友信
今道 友信（いまみち とものぶ、1922年11月19日 - 2012年10月13日）は、日本の美学者および中世哲学研究者である。「エコエティカ」（生命倫理による人間学・倫理学）を提唱したことで知られる。東京大学名誉教授、聖トマス大学名誉教授、国際形而上学会会長、国際美学会終身委員兼名誉会長、国際エコエティカ学会名誉会長といった多くの要職を歴任した。かつては哲学美学比較研究国際センター所長、日本美容専門学校校長を務め、日本アスペン研究所特別顧問でもあった。

## 家族
今道は離婚歴があり、実子としてギタリストで元BARBEE BOYSのメンバーであるいまみちともたか、ピアニストの川口信子がいる。再婚したドイツ人のクリスティネとの間には、ドイツ在住の今道友紀子と、心理学者でニューヨーク市立大学教員である今道友昭がいる。

## 人物
息子のともたかの回想によれば、オーディオ・マニアであった。また、息子のために趣味で作曲した「子守歌」を1970年の大阪万博の際に演奏したというエピソードが残されている。

## 略歴
東京生まれ。父は支店長も務めた銀行員。父の転勤で山形県に移り住み、旧制鶴岡中学に入学。弁論大会で1年乙組代表として参加、「いそしむことの尊さ」を弁じて入賞。乙組の級長であった。担任は原子英太郎。同校の教員であった芳賀幸四郎の言葉に感化され、哲学を志したという。中学2年2学期から高知の旧制城東中学に編入。中学4年で受験に失敗、5年までいた。東京府立一中補習科に在籍し、旧制成城高校、旧制一高を経て、1948年、東京大学文学部哲学科卒業、出隆の指導を受けた。読売新聞会長の渡邉恒雄は後輩で当時から交流があった。
パリ大学、ヴュルツブルク大学で非常勤講師。1958年、九州大学助教授。1962年、東京大学助教授。1968年、東京大学文学部教授。1975年、国際美学会副会長。1978年、文学部長。学生の占拠する学部長室の失火事件で学生を処分。1982年、定年退官し名誉教授。後は放送大学教授、清泉女子大学教授（副学長）、英知大学（現・聖トマス大学）大学院長を歴任。1982年、哲学美学比較研究国際センターを創設し、2010年まで所長。1986年に紫綬褒章、1993年に勲三等旭日中綬章を受章。1996-1999年、哲学国際研究所（IIP, パリ）所長。2006年、学校法人日美学園 日本美容専門学校校長に就任した。
1974年　東京大学　文学博士。論文は「同一性の自己塑性」。 
2012年10月13日、大腸癌のため東京都港区の病院で逝去、89歳没。告別式は翌年1月に聖イグナチオ教会で執り行われた。喪主は妻のクリスティネ。

## 著書

### 単著
- 『美の位相と藝術』（東京大学出版会） 1968、増補版 1971
- 『子守唄』（すみれ文庫） 1969 - 作詞作曲集
- 『解釈の位置と方位』（東京大学文学部、美学史研究叢書別冊） 1971
- 『同一性の自己塑性』（東京大学出版会） 1971
- 『愛について』（講談社現代新書） 1972、のち中公文庫 2001
- 『美について』（講談社現代新書） 1973、のち新装版
- 『芸術と理性』（富山県教育委員会、精神開発叢書） 1978 - 講演録
- 『アリストテレス』（講談社、人類の知的遺産） 1980、のち講談社学術文庫 2004
- 『東洋の美学』（TBSブリタニカ） 1980
- 『東西の哲学』（TBSブリタニカ） 1981
- 『断章空気への手紙』（TBSブリタニカ） 1983
- 『現代の思想』（放送大学） 1985
- 『新しい知性と徳を求めて』（ぎょうせい） 1986
- 『西洋哲学史』（講談社学術文庫） 1987
- 『存在と価値 現代哲学の課題』（放送大学教育振興会） 1989
- 『詩と展景』（ぎょうせい） 1990
- 『エコエティカ - 生圏倫理学入門』（講談社学術文庫） 1990
- 『自然哲学序説』（講談社学術文庫） 1993
- 『知の光を求めて 一哲学者の歩んだ道』（中央公論新社） 2000
- 『暁の前に 藤川正夫の詩』（藤川千代子、私家版） 2002
- 『ダンテ「神曲」講義』（みすず書房） 2002、改訂普及版 2004、新装版 2017
- 『出会いの輝き』（女子パウロ会） 2005
- 『美の存立と生成』（ピナケス出版） 2006
- 『遠い茜』（哲学美学比較研究国際センター） 2006
- 『チェロを奏く象』（レイライン） 2007
- 『超越への指標』（ピナケス出版） 2008
- 『あこがれと涙とほほえみと』（教友社） 2008
- 『中世の哲学』（岩波書店） 2010
- 『今道友信わが哲学を語る - 今、私達は何をなすべきか』（佐藤孝雄, 池田雅之編、かまくら春秋社） 2010
- 『人生の贈り物 - 四つの物語』（葉祥明イラスト、かまくら春秋社） 2011
- 『美について考えるために』（日美学園） 2011、のち新訂（ピナケス出版） 2015
- 『教えるこころ 新しい時代の教育への提言』（女子パウロ会） 2011
- 『未来を創る倫理学エコエティカ』（昭和堂） 2011
- 『世界は涙を忘れて・・・・』（女子パウロ会） 2012
- 『雲のゆくおるがん』（葉祥明イラスト、かまくら春秋社） 2012 - 絵本詩集
- 『音楽のカロノロジー 哲学的思索としての音楽美学』（日美学園） 2013

### 編書
- 『芸術と解釈』（編、東京大学出版会） 1976
- 『藝術と想像力』（編、東京大学出版会） 1982
- 『講座美学』全5巻（編、東京大学出版会） 1984 - 1985
- 『西洋美学のエッセンス』（編、ぺりかん社） 1987
- 『精神と音楽の交響』（音楽之友社） 1997
- 『新しい倫理 エコエティカをめざして』（哲学美学比較研究国際センター編） 2001

### 註釈と訳文
- 『詩学』（岩波書店、アリストテレス全集 17） 1972

### 共著
- 『美しい心を育てる - 教育対話』（井沢純、ぎょうせい） 1975
- 「山本信君の思い出」（工作舎、『形而上学の可能性を求めて - 山本信の哲学』） 2012 ISBN 978-4-87502-447-7

## 論文
- 国立情報学研究所収録論文 国立情報学研究所